# 本多俊正 (戦国時代)
本多 俊正（ほんだ としまさ）は、戦国時代の三河国の武将。本多正信の父親にあたる。通称は弥八郎、佐渡守。

## 生涯
『寛政重修諸家譜』（以下『寛政譜』）によれば、松平清康に仕えた本多正定の長男として誕生し、清康・広忠に仕えた、とある。

### 生い立ち
はじめ松平家重臣・酒井忠尚に仕える。
永禄元年（1558年）に北三河衆が反乱を起こすと、松平元康（のちの徳川家康）は今川義元の命令で討伐にかかる。
元康の初陣であるため忠尚家臣の俊正や大須賀康高、榊原長政（榊原康政の父親）といった歴戦の武将が付き従った。

### 東広瀬城攻め
反乱の代表三宅一族を率いる東広瀬城主・三宅高貞の討伐が始められる。大将は酒井忠尚と佐久間秀孝。
酒井忠尚率いる第一軍に俊正・榊原長政・大須賀康高・高木重正、松平家次（梅坪城主）率いる第二軍に三宅政貞（伊保城主。先の戦いで臣従）・細井勝宗、恩大寺祐一率いる第三軍に猿渡勘鉄斎、吉良義昭、中条常隆率いる第四軍に米津政信・伊奈貞政・碧海準行、その他松平信一や伊奈忠家、大河内基高らが従軍し、高貞を追い払う。
永禄3年（1560年）に高貞の一門・三宅高清が東広瀬城にて反乱を起こすと再び出陣し、討伐している。

### 徳川直臣に
俊正の主君・忠尚が永禄6年（1563年）に謀反を起こすと翌永禄7年（1564年）9月まで元康と戦った。この際俊正らは徳川家に臣従している。同年三河一向一揆が起こると、一揆方に息子の正信・正重が付き、戦後正信は逃亡、正重は臣従している。一方の俊正は元康方に付き、戦後は周鎭と称して元康の鷹匠となった。
その後の動向は不明であり、元亀年間に没したとされる。
『寛政譜』によれば「某年死す」とあり、享年は69とされる。

## 系譜
『寛政譜』によれば、妻は松平清康の侍女であった女性で、主命によって結婚した。
『寛政譜』には男子4名を載せる。
- 長男：青野重貞 - 藤左衛門。青野八左衛門の養子
- 二男：本多正信
- 三男：本多十助
- 四男：本多正重

## 参考資料
- 『寛政重脩諸家譜』文化9年
- 『松平記』
- 丹羽基二、樋口清之監修『姓氏 : 姓氏研究の決定版』秋田書店、1970年。
- 柴裕之『徳川家康 境界の領主から天下人へ』平凡社、2017年。